# Agni

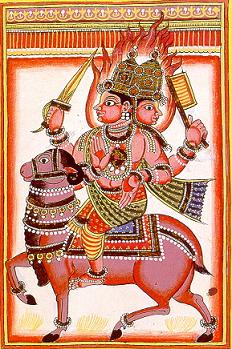
Agni jadący na baranie. Akwarela z XVIII w.

Agni (dewanagari अग्नि, trl. agni, ogień) – w religii wedyjskiej bóg ognia (często identyfikowany z samym ogniem, wiązany także z „ogniem niebiańskim” – słońcem, błyskawicą), jedno z najważniejszych bóstw panteonu wedyjskiego.

## Formy kultowe

### Imię Agni
Słowo agni w sanskrycie znaczy ognie (rzeczownik), pokrewne z łacińskim ignis, rosyjskim огонь (agoń), polskim ogień, litewskim ugnis z proto-indo-europejskiego rdzenia *h₁égni-. Agni znaczy: ogień, błyskawicę i słońce.

### Epitety
Literatura wedyjska następująco określa Agniego:
czynny, jaśniejący, królujący, łaskawy, nieomylny, pełen jasnej sławy, poznaje wszystko myślą, radość, skarby daje, syn potęgi,szybkomknący, światło nocy, w górze rozpostarł światło, wieszcz nad wieszcze, wspaniały, znawca istot, znawca ofiary.

## Recepcja w literaturze religijnej

### Wedy
Agni jest bogiem najbliższym śmiertelnikom, ich przywódcą, dobroczyńcą, opiekunem – płoszy złe moce, odpędza nieszczęścia i choroby. Przede wszystkim jednak Agni był ogniem ofiarnym – to on przyjmuje ofiarę w imieniu bogów wedyjskich, zaprasza i sprowadza ich na ucztę ofiarną. Jako niezbędny uczestnik ofiary jest też najmądrzejszym, najdoskonalszym kapłanem – hotarem. Ten ofiarny aspekt Agniego niezwykle wyraźnie rysuje się w Wedach.

### Eposy
W mitologii epickiej (Ramajana, Mahabharata) Agni traci na znaczeniu (traci też na znaczeniu ofiara wedyjska). Jest tam wymieniany przede wszystkim jako jeden z lokapali (dosłownie stróżów świata), jest opiekunem kierunku południowo-wschodniego (czasem też południowo-zachodniego).